# 6079 Gerokurat
6079 Gerokurat este un asteroid din centura principală de asteroizi.

## Descriere
6079 Gerokurat este un asteroid din centura principală de asteroizi. A fost descoperit pe 28 februarie 1981 la Siding Spring de Schelte J. Bus. Asteroidul prezintă o orbită caracterizată de o semiaxă mare de 3,21 ua, o excentricitate de 0,08 și o înclinație de 15,2° în raport cu ecliptica.